# Josep Cararach i Mauri
Josep Cararach i Mauri (Sant Andreu del Palomar, 10 de febrer de 1877 – Barcelona, febrer de 1969) fou un metge i polític català.
Fill de botiguers, estudià medicina a la Universitat de Barcelona i el 1900 va fer el doctorat a Madrid. Tornà a Barcelona, on va compaginar la seva tasca de metge de família amb la participació amb diverses associacions. Fou cap de sanitat del Sometent a Sant Andreu. El 1901, juntament amb Ignasi Iglesias, va fundar l'Agrupació Catalanista Foc Nou amb la finalitat de promoure la cultura catalana i que va organitzar els primers Jocs Florals de Sant Andreu amb la participació de Mossèn Jacint Verdaguer. El 1906, funda i presideix l'entitat mutualista Previsió Obrera per atendre les necessitats d'invàlids i ancians. També, la secció local de la Creu Roja i la Junta Benèfica de Sant Andreu i La Sagrera. S'afilia al Centre Popular Catalanista, del que arriba a ser president i director d'Autonomia (1904-1923), el seu òrgan d'expressió. Més tard, s'afilia a la Lliga Regionalista. Durant la Setmana Tràgica (1909) ell i Ignasi Iglesias van fer de mitjancers entre l'exèrcit i els revoltats a Sant Andreu.
El 1905, és elegit regidor de l'Ajuntament de Barcelona, des d'on aconsegueix nombroses millores de caràcter urbanístic pel barri i també que els andreuencs deixin de pagar taxes a Barcelona. Cararach és reelegit com a tinent d'alcalde per la Lliga Regionalista el 1906-1910, 1914-1918, 1922, i 1930. Es presentà en les llistes de la Lliga a les eleccions municipals espanyoles de 1931, però no fou escollit. El 1926 fou un dels fundadors de la Clínica Sant Jordi de Barcelona, juntament amb el seu fill Pere Màrtir Cararach, el seu gendre Josep Dencàs i Puigdollers i Agustí Marí Guinart, entre d'altres. Durant la Segona República Espanyola no va exercir cap càrrec polític i es dedicà a la Clínica. Durant la guerra civil espanyola, però. hagué d'amagar-se i la seva casa fou confiscada per la FAI.
Molt afectat per la Guerra Civil i la duresa de la postguerra, Josep Cararach i Mauri no va tornar a exercir. Complerts els 65 anys, es traslladà a viure al carrer Casp, a la Casa Calvet, on va morir el febrer de 1969, als 91 anys.